# Jardins Palantianos

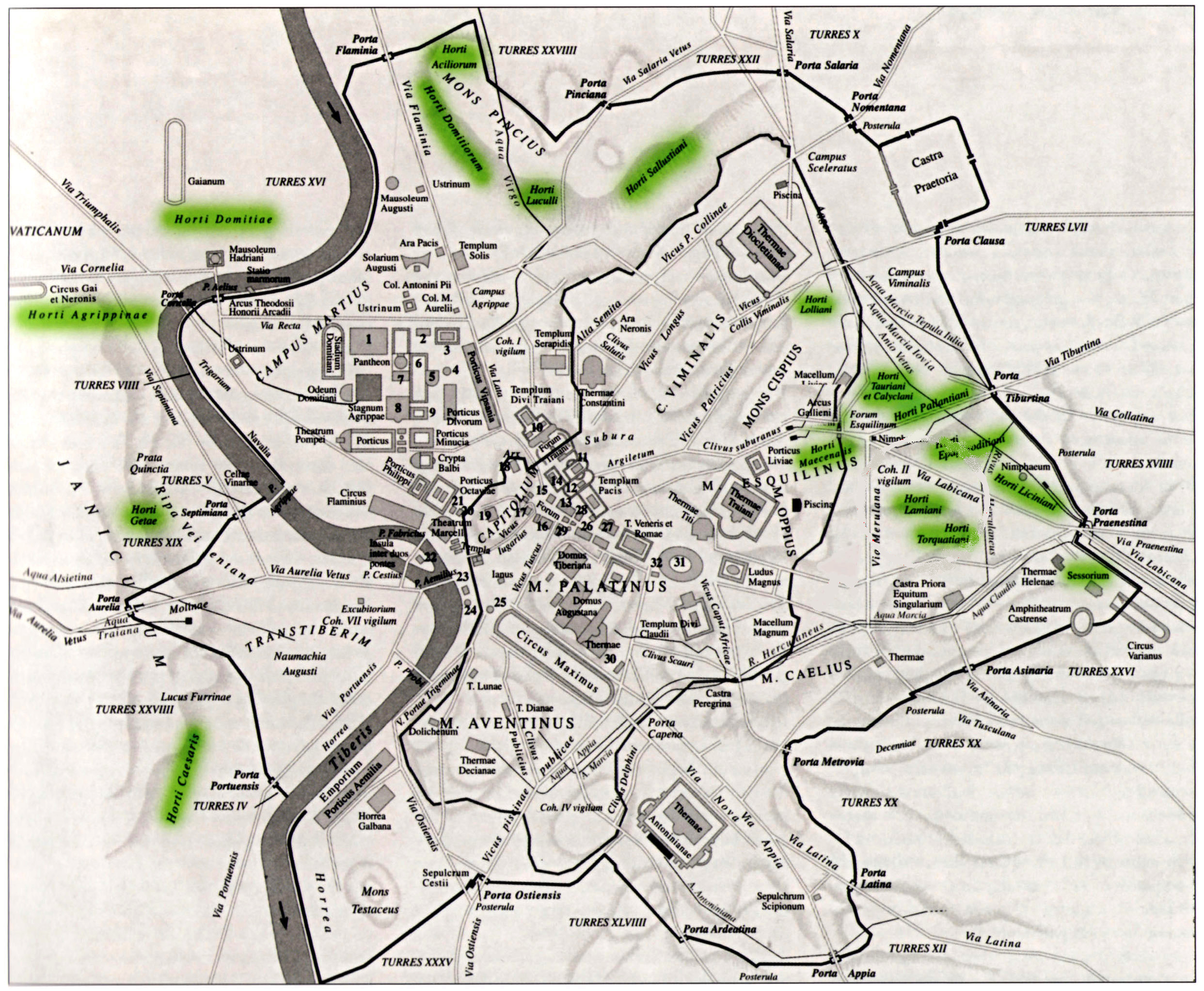
Neste mapa dos Horti Lamiani, é possível ver o Horti Pallantiani ao norte, vizinho do Horti Epaphroditiani.

Jardins Palantianos (em latim: Horti Pallantiani) era um jardim localizado no rione Esquilino de Roma, originalmente parte do ‘’Horti Tauriani’’ assim como o vizinho ‘’Horti Epaphroditiani’’	.

## História
Este jardim ficava na Regio V Esquiliae da Roma de Augusto e seu nome era uma referência ao seu proprietário, Pallas, um poderoso liberto do imperador romano Cláudio assassinado por ordem de Nero em 62, que desejava se apoderar de seus bens. Segundo Plínio, o Jovem, o túmulo de Pallas ficava às margens deste jardim.
O topônimo ‘’Horti Pallantiani’’ se manteve por todo o período imperial e ainda era utilizado no final do século IV, quando aparece registrado nos Catálogos regionários como parte da Regio V (Esquiliae). É possível que o texto ‘’”Horti P’’[---]” no fragmento 57 do Plano de Mármore seja uma referência a este jardim.